# Празьке Немовля-Ісус
50°05′08″ пн. ш. 14°24′12″ сх. д. / 50.08555556° пн. ш. 14.40333333° сх. д.

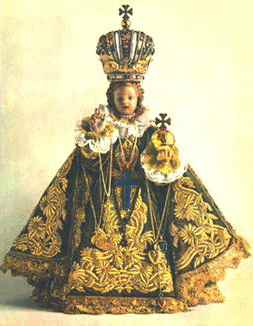
Статуетка в сукні

Празьке Немовля-Ісус чи Дитятко-Ісус Празький або ж Празьке Езулатко (чеськ. Pražské Jezulátko, лат. Jesulus Pragensis) — невелика дерев'яна статуетка, вкрита кольоровим воском, що зображує Ісуса Христа у віці немовляти, виставлена в Храмі Діви Марії Переможної і Святого Антонія Падуанського в районі Мала Страна в Празі.

## Історія

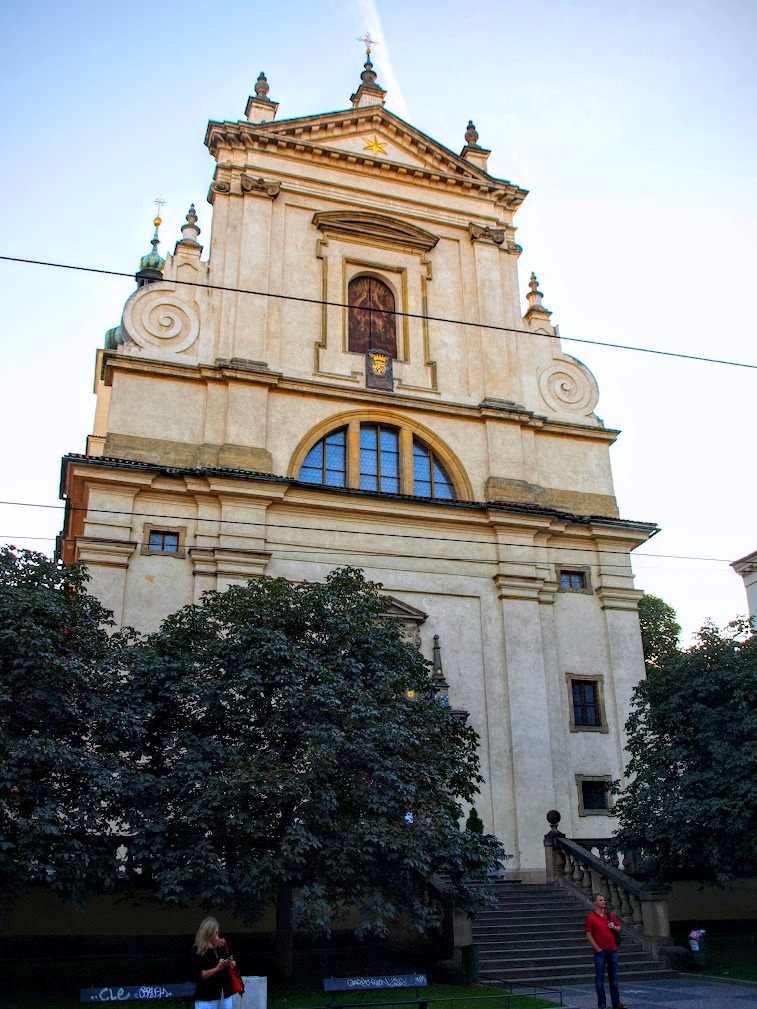
Храм Діви Марії Переможної

Статуетка походить з Іспанії, де вона, ймовірно, була виготовлена приблизно в середині 16 століття. Легенда розповідає, що Ісус чудесним чином з’явився у своєму дитячому образі якомусь ченцю, який виготовив цю статуетку за його подобою. За іншою легендою, статуя належала святій Терезі від Ісуса, засновниці босих кармелітів, яка палала великою любов'ю до Дитяти Ісуса Вона розповіла, що подарувала статую подрузі, чия донька готувалася до поїздки до Праги. Однак ці легенди, ймовірно, не засновані на реальних подіях.
Статуетка потрапила до монастиря кармелітів у 1628 році, коли її посвятила кармелітам вдова Поліксена з Лобковіце зі словами «Зберігайте її в пошані, і вам буде добре». Поліксена отримала статуетку і привезла її до Праги в 1603 році для свого другого шлюбу як весільний подарунок від своєї матері, іспанської дворянки Марії Манріке де Лара-і-Мендоса, фрейліни королеви Іспанії. Спочатку статуетці поклонялися в каплиці палацу Лобковіце в Празькому граді. Невдовзі після пожертвування кармелітам статуетці почали приписувати чудотворну силу, а імператор Фердинанд II незабаром після цього наказав, щоб Чеська палата виплачувала монастирю пенсію та постачала монахів продуктами з королівської пенсії. До церкви Богоматері Переможної в Малій Страні, де виставлена статуя Немовляти Ісуса, почали надходити багато прохаючих, у тому числі знатні вельможі імператорського двору, такі як генерал Дон Балтасар Маррадас і Віч. У 1648 р. її присутність у церкві врятувала монастир від розграбування шведськими солдатами, оскільки тут був створений військовий лазарет.
1 серпня 1961 року статуя була втрачена під час пограбування з церкви Богоматері Переможної. Попри те, що пізніше її було виявлено, обставини злочину та тимчасової втрати статуетки залишаються неясними .

## Опис статуетки

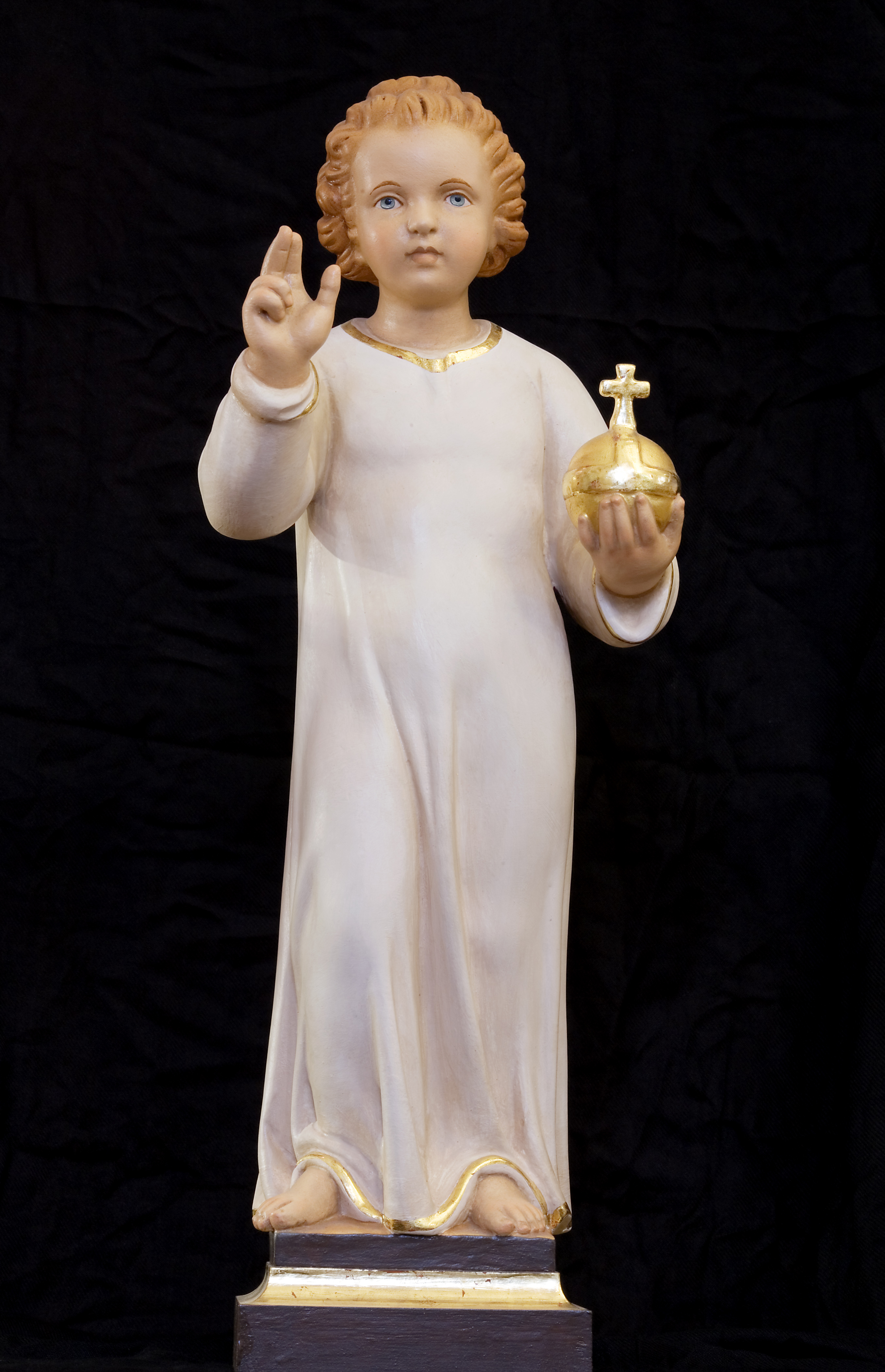
Немовля-Ісус без верхнього одягу

Скульптура висотою 47 сантиметрів (включаючи двосантиметрову дерев’яну основу) вирізана з дерева, покритого, можливо, полотном (тканиною), поверхня змодельована кольоровим воском. Воскове покриття є крихким, тому для захисту від пошкоджень статуетка укладена в срібний футляр висотою до поясу. Статуетка зображає Ісуса як дитину кількох років, одягненого в довгу розвіяну сорочку,  з-під нижнього краю якої виглядають обидві босі ноги. Прекрасне обличчя дуже делікатно змодельоване та обрамлене хвилястим волоссям середньої довжини. Права рука немовляти Ісуса піднята в знак благословення, а в лівій руці він тримає земну кулю, увінчану хрестом, як знак того, що весь наш світ знаходиться в його руках; на голові у нього завжди царський вінець, а на грудях висить натільний хрест. Ці королівські знаки виражають загальну для всіх християн віру в божественність Ісуса.

## Одяг Дитяти-Ісуса
Сестри-кармелітки одягають немовля Ісуса в королівський одяг, літургійний колір якого (фіолетовий, білий, зелений, червоний) чергується відповідно до періоду церковного року, а інші – відповідно до церковних урочистостей і свят. Білі альбоми та царський одяг нагадують, з одного боку, про беззахисність Божої дитини, а з іншого – про царський титул і божественну всемогутність Ісуса.

## Корона і коштовності

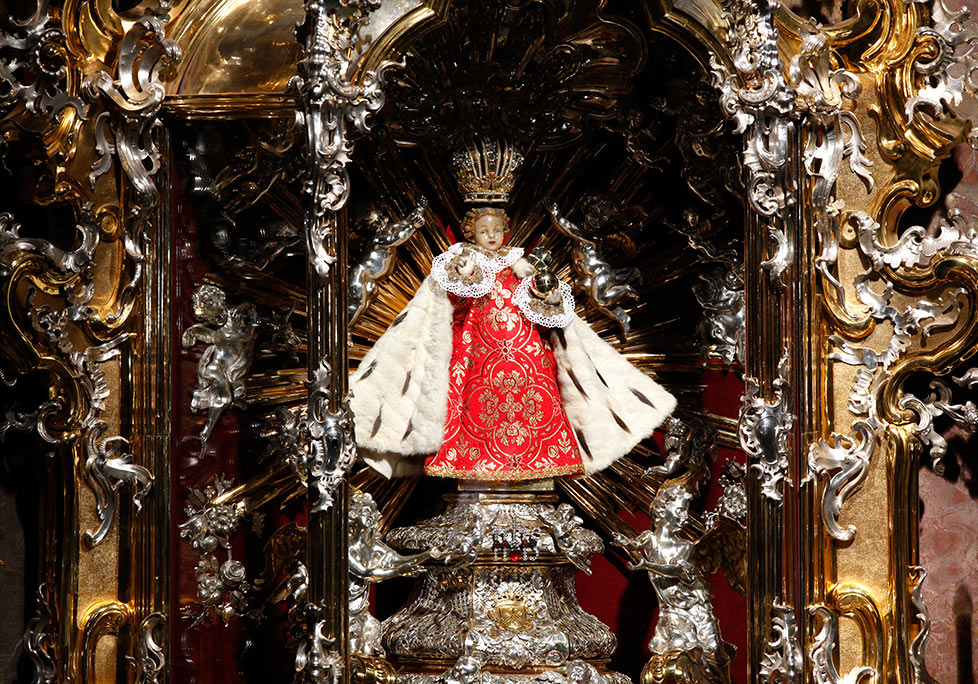
Езулатко в срібному футлярі

У минулому статую та її вівтар прикрашали численні дрібні коштовності, які надходили з пожертвувань віруючих. Найціннішою коштовністю сьогодні стала втрачена копія ордена Золотого руна. Не менш важливими є позолочена срібна шафа та барокова корона.
Перша корона 1655 року, подарована Бернардом Ігнацом Яном з Мартініки, ймовірно, втрачена. Корона, яка зараз прикрашає Дитятко Ісуса, була виготовлена між 1810 і 1820 роками. Крім цієї корони, Дитятко Ісус має ще одну корону 1767 року. Обидві походять із празьких золотих майстерень. Корона не розміщена безпосередньо на статуетці, вона прикріплена окремо трохи вище немовляти Ісуса.
26 вересня 2009 року під час візиту до собору Богоматері Переможної Папа Римський Бенедикт XVI подарував Немовляті Ісусу нову, третю золоту корону/

## Поклоніння

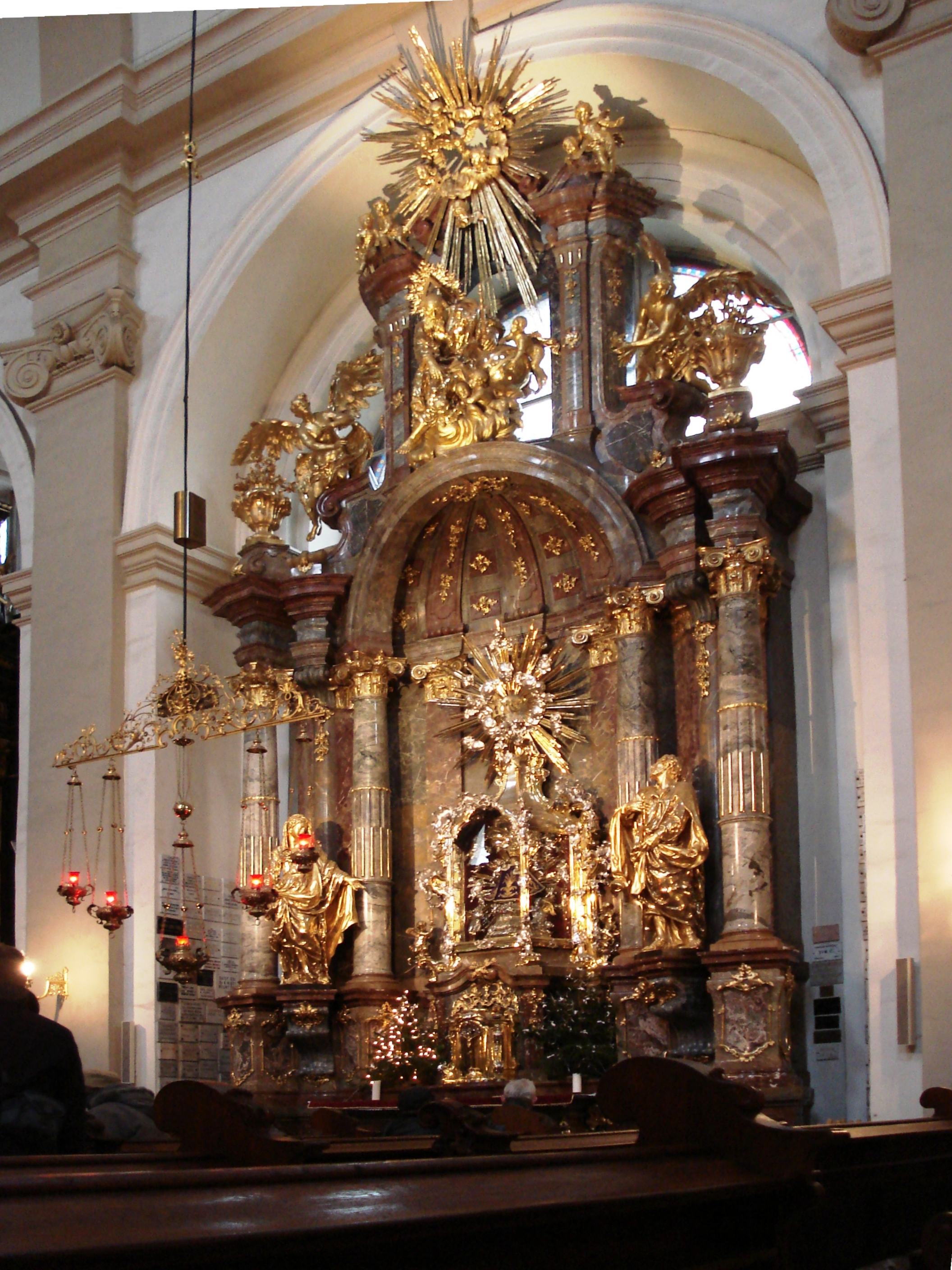
Вівтар Празького Немовляти Ісуса

Навіть сьогодні до статуї щодня приїжджають сотні відвідувачів з десятків країн світу. Вона нібито принесла чудесні та незвичайні чуття багатьом людям, які молилися Богу перед нею. Люди тут просять допомоги, зцілення, миру, дехто з упевненістю чекає народження дитини, а багато хто повертається аби подякувати.

## "Родичі" і копії
Існують сотні копій Празького немовляти Ісуса та вівтарів, присвячених Йому.
- До найдавніших центральноєвропейських варіантів, дещо відмінних від празького Немовляти Ісуса, належать готична статуя з Баварського національного музею в Мюнхені або Зальцбурзьке Немовля Ісус.
- Всесвітню популярність мають неєвропейські копії Празького немовляти Ісуса, створені в ХІХ—XX ст., наприклад, на Філіппінах чи в Аргентині. Папа Франциск, як архієпископ Аргентини, поклонився їм у вівтарі кафедрального собору в Буенос-Айресі.